# Берегонд

Берегонд та Піпін

Берегонд — персонаж «Володаря Перснів» Дж. Р. Р. Толкіна, спочатку солдат Третього загону при Цитаделі Мінас-Тіріта, а пізніше перший капітан Білого Загону — Вартових Фарамира, Князя Ітілієну.

## Життєпис

### Під час Облоги Ґондору та Пеленнорської битви
Уперше з'являється 9 березня 3019 року у главі І «Мінас-Тіріт» книги V як вільний від варти воїн Цитаделі, якого послали розшукати Піпіна Тука, повідомити йому паролі та розповісти про все, про що тому можна й цікаво знати. Саме від Берегонда Піпін дізнається про місцеві звичаї та загалом про Ґондор, у тому числі про події недавніх часів, коли вояки Південного Королівства відвоювали Осґіліат у ворога та відтоді тривалий час утримували його, аж доки з Мінас-Морґула не прийшли назґули.
Під час Облоги Ґондору перебував на варті у Цитаделі, однак, коли Денетор збожеволів та вирішив спалити себе та Фарамира живцем на вогнищі, залишив свій пост та намагався завадити правителеві вчинити спалення. Від його меча загинув сторож біля воріт Рат-Дінен та двоє слуг Денетора, а інших він утримував, перешкоджаючи їм підпалити погребальне ложе до появи Ґандальфа та Піпіна. Надалі разом з Ґандальфом виніс Фарамира з Склепу Намісників до Дому Цілителів.

### Перед походом капітанів Заходу та у Битві при Моранноні
Після тих подій аж до вирішення його справи Араґорном був позбавлений звання Вартового Цитаделі та знаходився у Домі Цілителів поруч з Фарамиром.
У поході капітанів Заходу до Чорної брами очолював загін мешканців міста. У битві при Моранноні перебував поруч з Піпіном у першій лаві воїнів з Дол-Амрота. Після удару ватажка гірських тролів ледь не загинув, однак був урятований гобітом, який проштрикнув троля своїм мечем.

### Подальша доля
Коли Араґорн став Королем Гондору, начальник варти Цитаделі привів на його суд Берегонда. Оскільки він пролив кров у священному місці та покинув свій пост без дозволу правителя або капітана, за таке мав бути покараний смертю. Однак за відвагу у бою та за те, що Берегонд порушив закон через любов до свого правителя Фарамира, усі покарання з нього було знято. Араґорн призначив його капітаном Білого Загону — вартових Фарамира, князя Ітілієну, і відтоді він мав жити на Емін-Арнен в пошані та спокої, на службі у того, заради кого ризикував усім.

## Родина
У «Володарі Перстенів» згадується, що пращури Берегонда жили у гірських долинах Лоссарнаху, а перед тим — в Ітілієні.
З книги відомо ім'я його батька — Баранор, який на той час жив у Лоссарнаху та сина — Бергіл.

### Берґіл
На момент подій, про які розповідається у «Володарі Перстенів», єдиний син вартового Берегонда, який залишився у Мінас-Тіріті після того, як усі інші діти, жінки й старі мали від'їхати з міста за наказом Денетора незадовго до початку Облоги Ґондору.
Народився 3009 року Третьої Епохи та у десятирічному віці мав зріст близько п'яти футів.
Він став провідником Піпіна по місту після того, як Берегонд змушений був повернутися на пост, і разом з гобітом спостерігав вступ до міста підкріплення з земель Ґондору.
Під час Облоги Гондору Берґіл допомагав цілителям як хлопчик на побігеньках. Саме йому вдалося принести Арагорнові листя ателасу, необхідне для допомоги пораненим Фарамиру Еовіні.
Про подальшу долю Берґіла не відомо нічого.

#### Оцінки
У «Володарі Перстенів» Бергіл був одним з небагатьох дітей, якого безпосередньо торкнулася війна. Своєю відмовою залишити небезпечне місто, він, як і багато інших персонажів книги, перетворився на «неочікуваного героя» та «хоробро допомагав своєму „господареві“ та своїй країні у спосіб, який не міг би передбачити навіть його батько, Берегонд». Його дружба та вірність Піпіну Туку значною мірою вплинули на подальший розвиток подій та ставлення гобіта до Гондору.

## Інші члени родини
Серед інших родичів Берегонда у «Володарі Перстенів» згадується тільки Бергілів дядько Іорлас, якому на момент подій виповнилося 29 років. Щоправда, з самого тексту незрозуміло, чи Іорлас був молодшим братом Берегонда, чи він доводився Бергілові дядьком по лінії матері.
У незакінченому тексті під назвою «Нова Тінь» розповідалося про те, що у Берегонда пізніше був ще один, молодший син, на ім'я Борлас. Він мав стати одним з головних персонажів «Нової Тіні», однак цей текст так ніколи не було дописано Толкіном.
Точної дати народження Борласа не наводиться, однак зі слів автора можна припустити, що це сталося вже у Четверту Епоху, після того, як Берегонд переселився до Емін-Арнен як капітан Білої Варти.
Там же згадується про існування у Борласа у Четверту Епоху сина на ім'я Берелах, який був моряком та жив поблизу Пеларґіра.

## У кінематографі та радіопостановках

### Радіопостановки ВВС та Mind's Eye's
У радіопостановці «Володар Перснів» на ВВС-радіо (1956 р.) Берегонда озвучував актор Дерек Прентіс. У ще одній радіопостановці ВВС 1981 року Берегонда озвучував актор Крістофер Скотт. Щоправда, уся роль зводилася до короткого діалогу з Денетором, у якому той інформував намісника про хід битви.
У постановці Mind's Eye's 1979 р. був заявлений персонаж Берегонд (промовлявся як Бурейґонд), однак жодного актора на роль так і не було затверджено.

### У кінотрилогії Пітера Джексона
У третій частині кінотрилогії Пітера Джексона на роль Берегонда було відібрано актора Яна Г'юджеса. Однак у процесі доопрацювання сценарію, його персонаж отримав ім'я Іролас. Більшість реплік Берегонда було передано Піпінові та Гендальфу.

## Цікаві факти
За словами Берегонда він любив тварин, хоча й рідко міг їх бачити у Мінас-Тіріті.
У чернетках Толкіна Берегонд спершу носив ім'я Берен, син Турґона, а пізніше був перейменований на Баратіла (Barathil), а ще згодом на Барітіла (Barithil). Однак його син від самого початку звався Берґілом..
Ім'я «Берегонд» (Beregond) утворювалося від синдарінських коренів beren (хоробрий, відважний) та gond (камінь). Можливо, що він отримав своє ім'я на честь одного з правлячих намісників Гондору